# Модзолевський Віктор Ігорович
Віктор Ігорович Модзолевський (рос. Виктор Игоревич Модзолевский, нар. 13 квітня 1943, Актобе, Казахська РФСР, СРСР — 20 листопада 2011, Тульська область, Росія) — радянський фехтувальник на шпагах, срібний (1968 рік) та бронзовий (1972 рік) призер Олімпійських ігор, чемпіон світу.

## Виступи на Олімпіадах
| Олімпіада     | Дисципліна          | Місце |
| ------------- | ------------------- | ----- |
| Мехіко 1968   | індивідуальна шпага | 4     |
| Мехіко 1968   | командна шпага      | 2     |
| Мюнхен 1972   | командна шпага      | 3     |
| Монреаль 1976 | командна шпага      | 5     |